# Villy-en-Trodes
Villy-en-Trodes ist eine französische Gemeinde mit 260 Einwohnern (Stand: 1. Januar 2022) im Département Aube in der Region Grand Est (vor 2016 Champagne-Ardenne). Sie gehört zum Arrondissement Troyes und zum Kanton Bar-sur-Seine.

## Lage
Villy-en-Trodes liegt etwa 24 Kilometer ostsüdöstlich von Troyes.
Nachbargemeinden sind La Villeneuve-au-Chêne und Champ-sur-Barse im Norden, Vendeuvre-sur-Barse im Nordosten, Thieffrain im Osten, Magnant im Osten und Südosten, Fralignes im Süden, Marolles-lès-Bailly im Südwesten sowie Briel-sur-Barse im Westen und Nordwesten.

## Bevölkerungsentwicklung
| Jahr                      | 1962 | 1968 | 1975 | 1982 | 1990 | 1999 | 2006 | 2011 | 2016 |
| ------------------------- | ---- | ---- | ---- | ---- | ---- | ---- | ---- | ---- | ---- |
| Einwohner                 | 240  | 270  | 245  | 239  | 221  | 202  | 199  | 288  | 243  |
| Quelle: Cassini und INSEE |      |      |      |      |      |      |      |      |      |

## Sehenswürdigkeiten

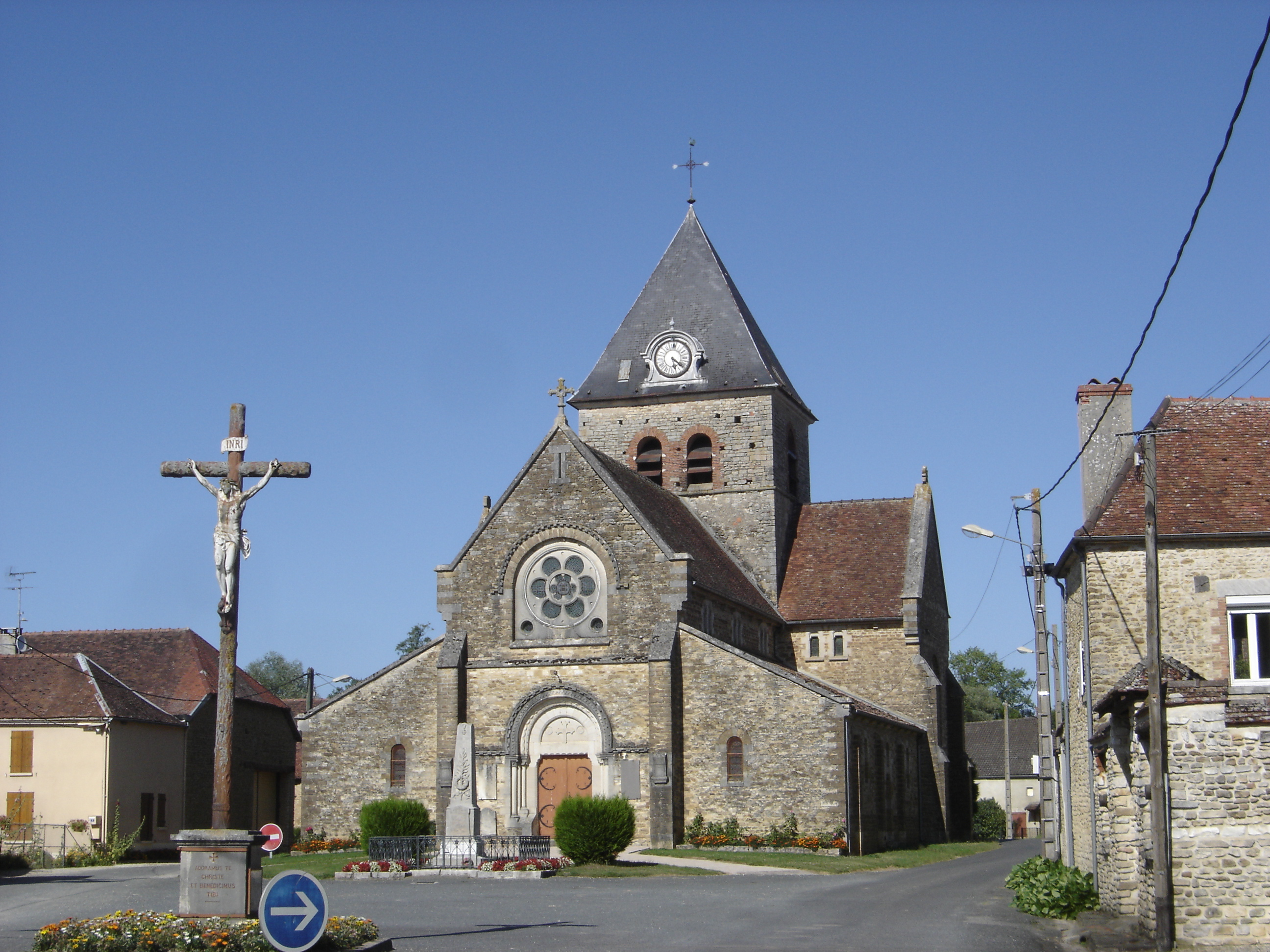
Kirche Saint-Laurent

- Kirche Saint-Laurent